# Cathédrale Sainte-Marie d'Astorga
Cette  cathédrale n’est pas la seule cathédrale Sainte-Marie.
La cathédrale Notre-Dame d'Astorga ou cathédrale Sainte-Marie d'Astorga (en espagnol : Catedral de Santa María de Astorga) se trouve dans la ville d'Astorga, province de León en Castille-et-León, au nord-ouest de l'Espagne. Elle est le siège du diocèse d'Astorga.
Sa construction a débuté en 1471, à l'intérieur de la même enceinte que la précédente cathédrale (romane) des XIe et XIIIe siècles. Les travaux durèrent jusqu'au XVIIIe siècle et donnèrent lieu à différents styles architecturaux: gothique à l'intérieur ; l'extérieur est baroque dans les tours ; la façade et le porche sont de style renaissance. Avec un plan rectangulaire avec des chapelles en absidial et des passages en étoile, très clair et lumineux, il présente une proximité architecturale avec le gothique allemand.

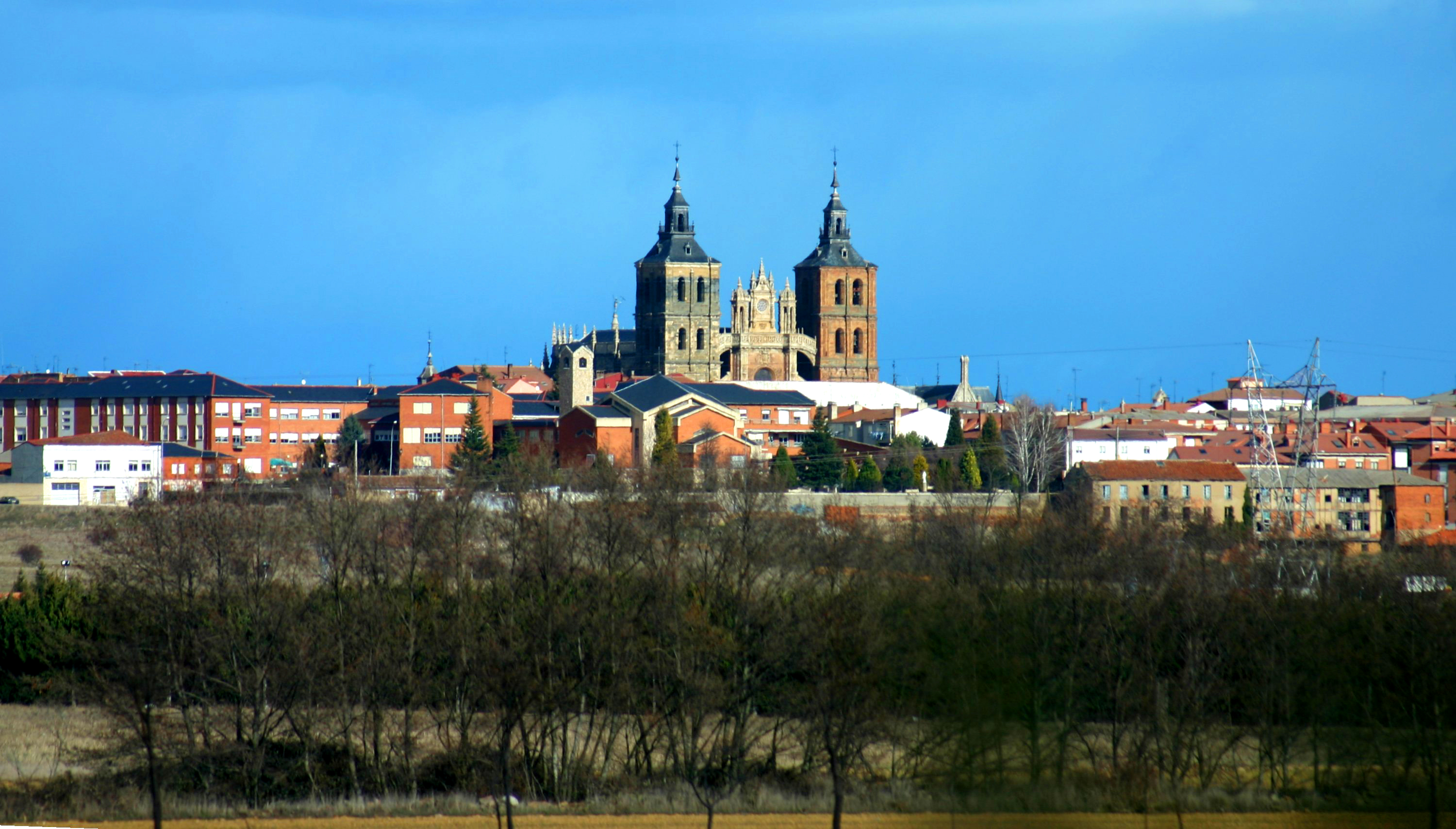
Vue générale de la cathédrale et du centre-ville d'Astorga.
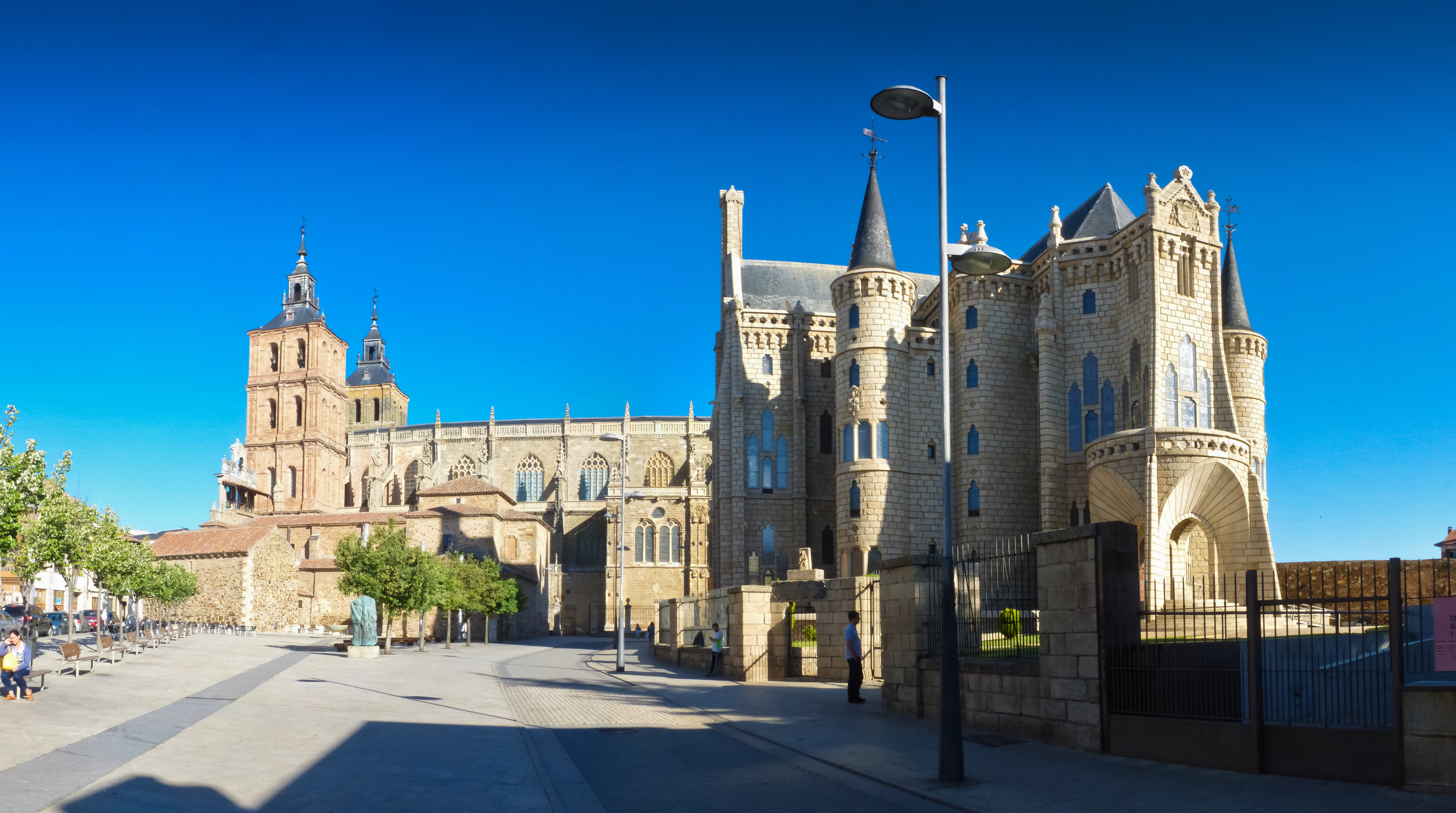
Cathédrale et palais épiscopal d'Astorga.

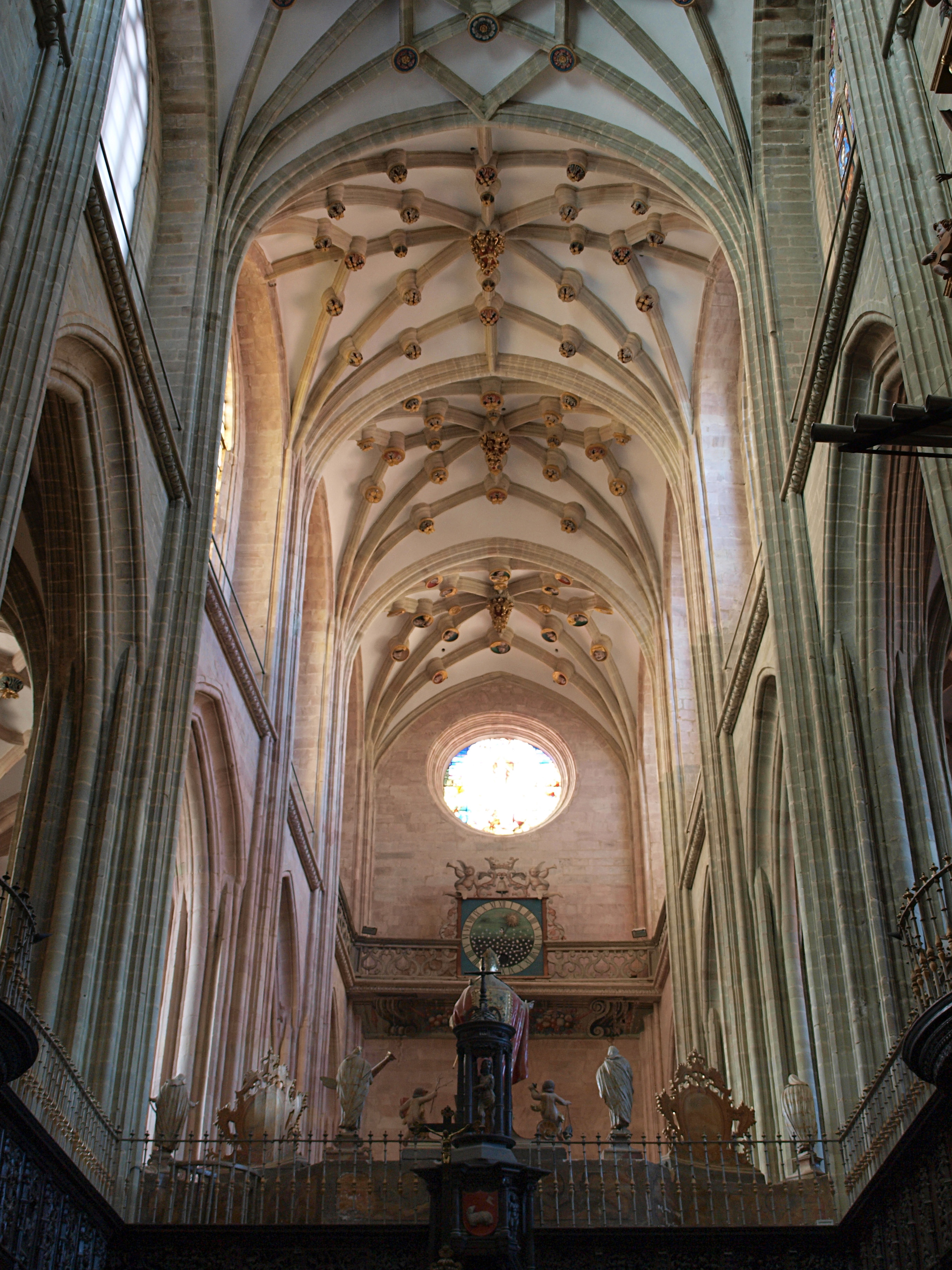
La nef centrale.
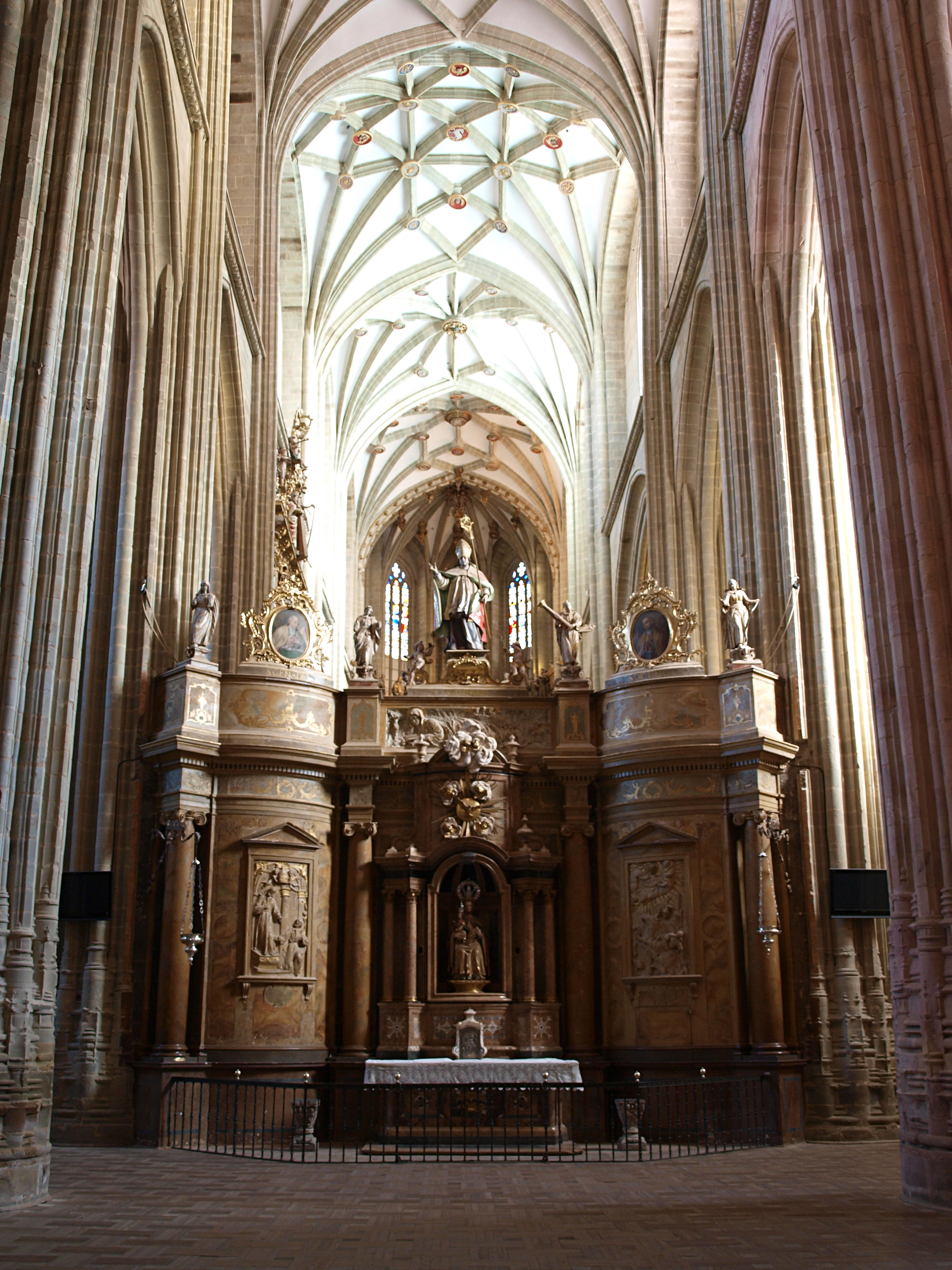
Le chœur.
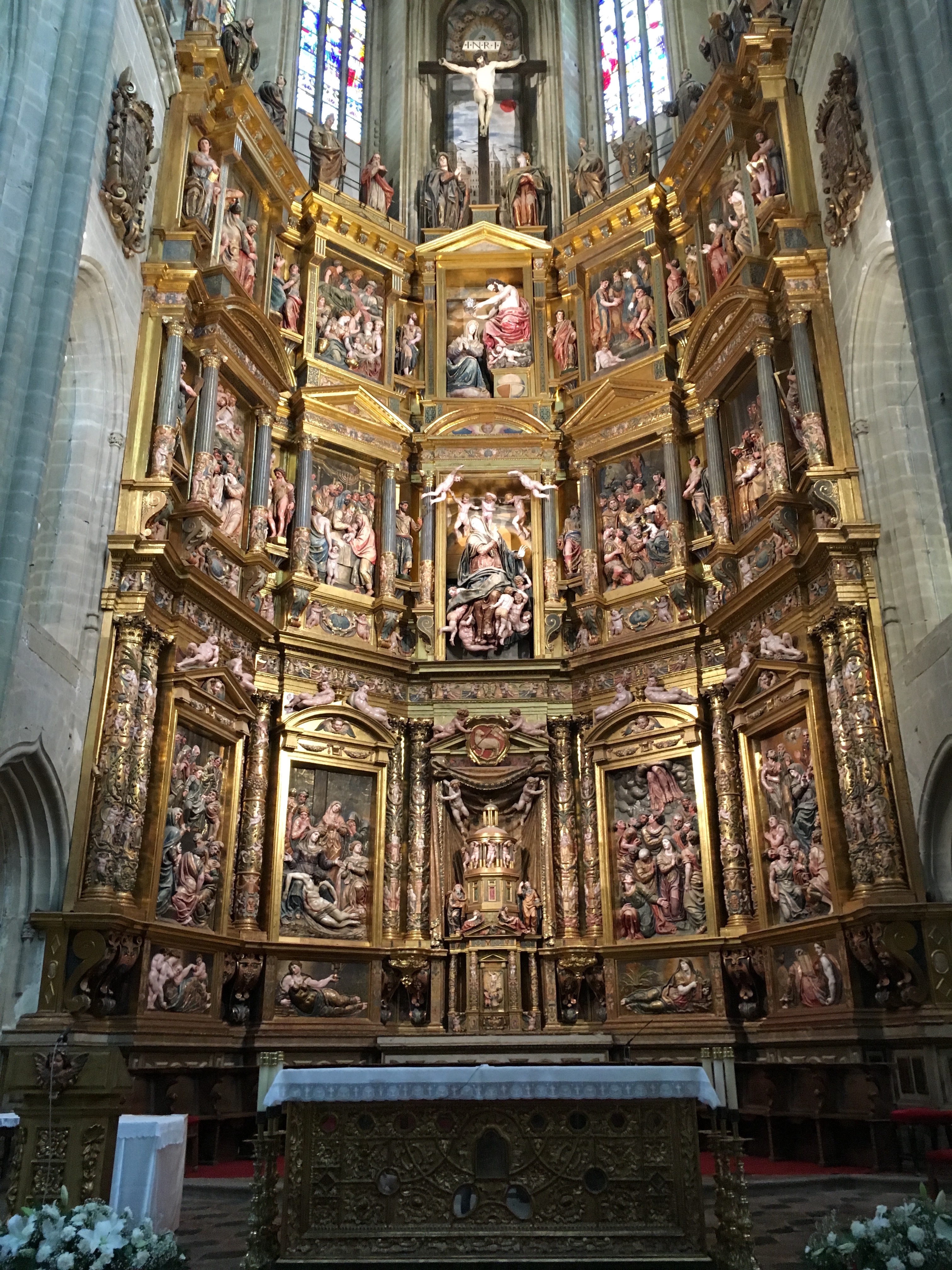
Le retable majeur.

## Chapelle des infirmières martyres
Une chapelle face au chœur est dédiée à trois infirmières de la Croix-Rouge, laïques, chrétiennes, assassinées le 28 octobre 1936 à l'hôpital de Somiedo, par l'armée républicaine espagnole et par des miliciens républicains,.

## Orgue
Il s'agit d'un orgue à buffet baroque décoré des figures de sainte Cécile, d'anges avec des instruments et d'autres musiciens qui semblent suivre le temps. Il compte 2 830 tuyaux et 3 claviers. Il a été restauré à deux reprises : en 1880 par Juan de Amezúa et en 1985 par Federico Acitores. 

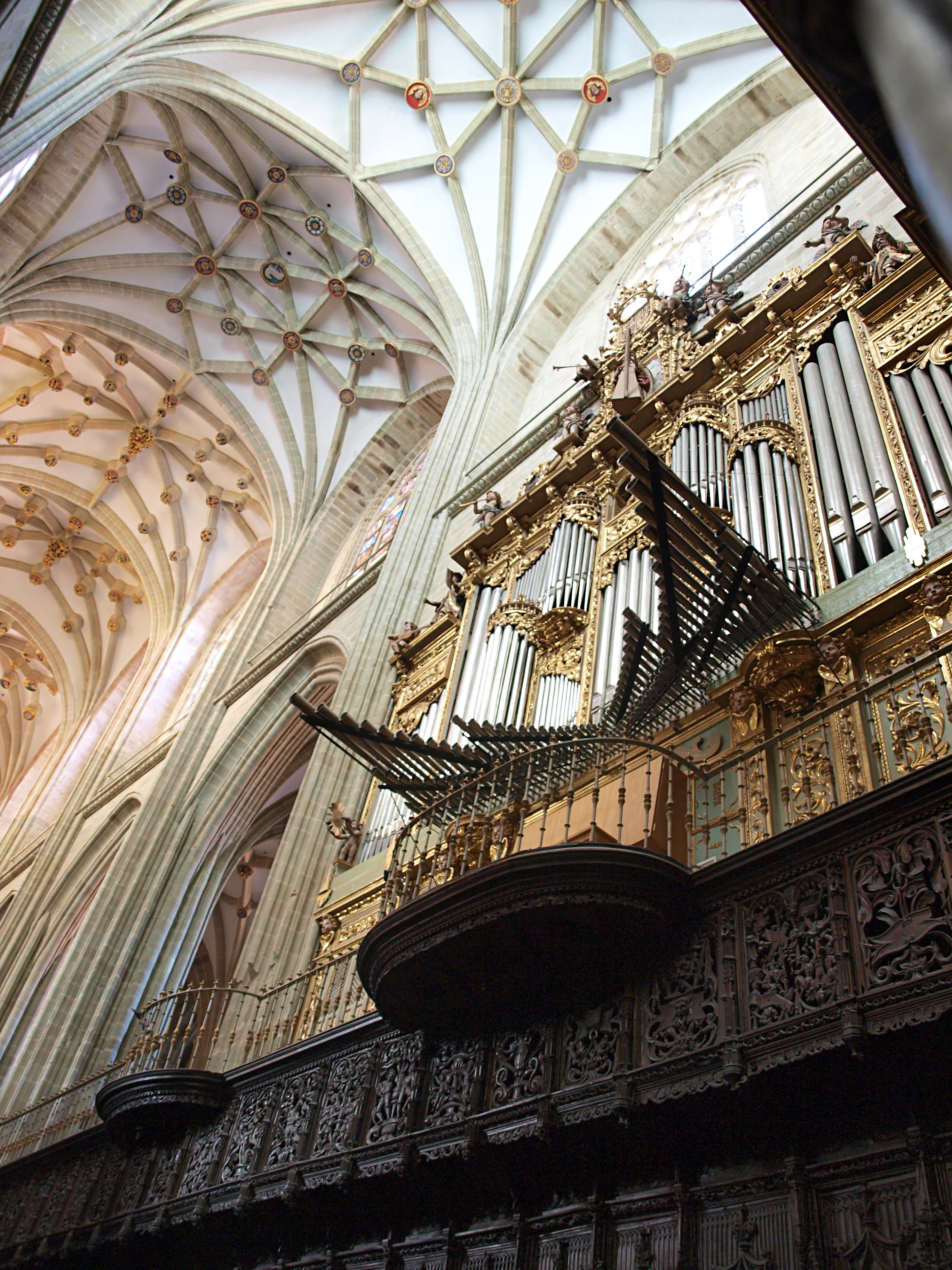
L'orgue.

## Cloître
Le cloître, de réalisation tardive, est une œuvre de Gaspar López. Il est de style neoclassique et date de 1755. Il conserve son puits central. Il possède cinq arcades sur chaque aile, unies par des piliers ioniques. Il donne sur quatre portes ornées de frontons triangulaires.

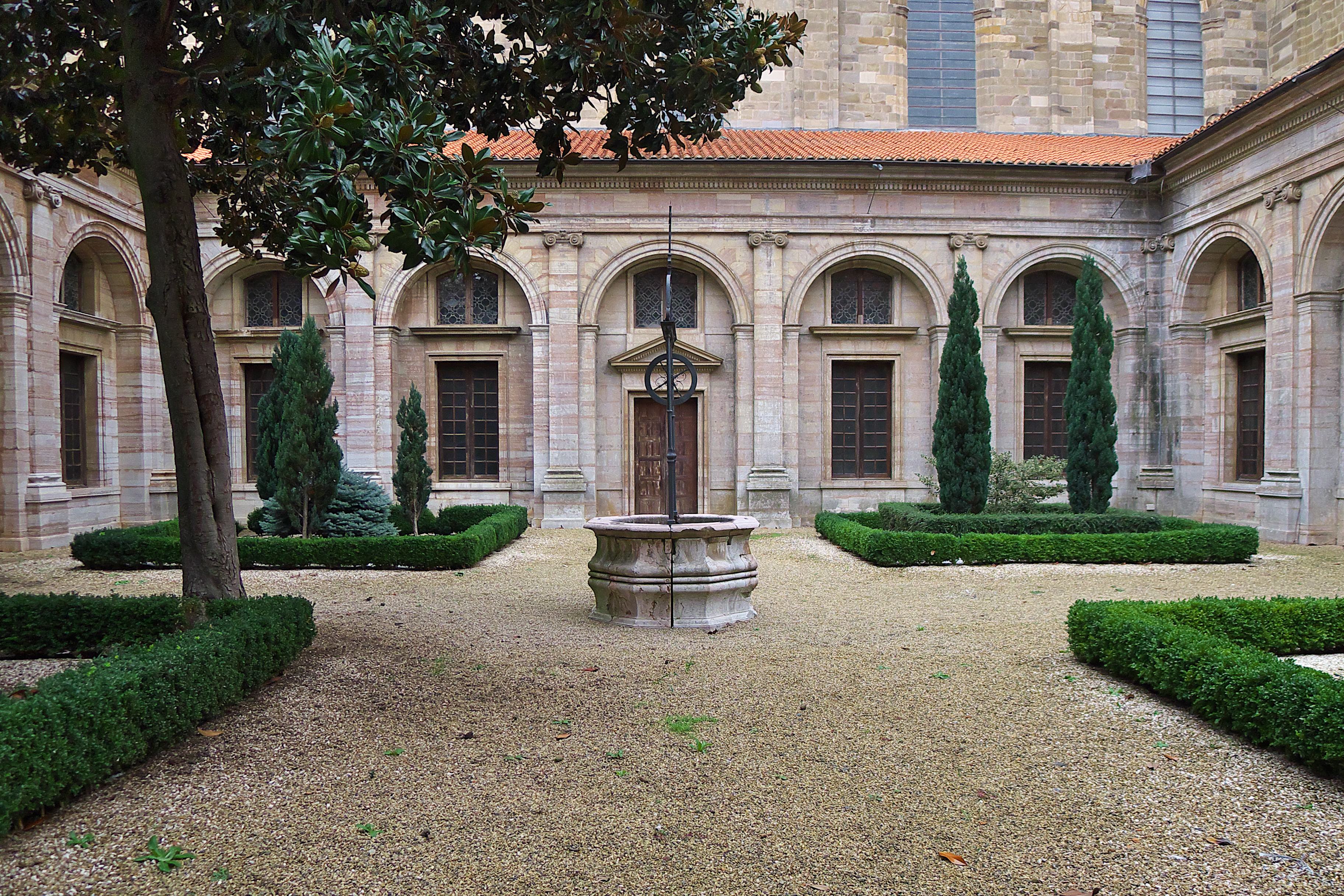
Le jardin du cloître.
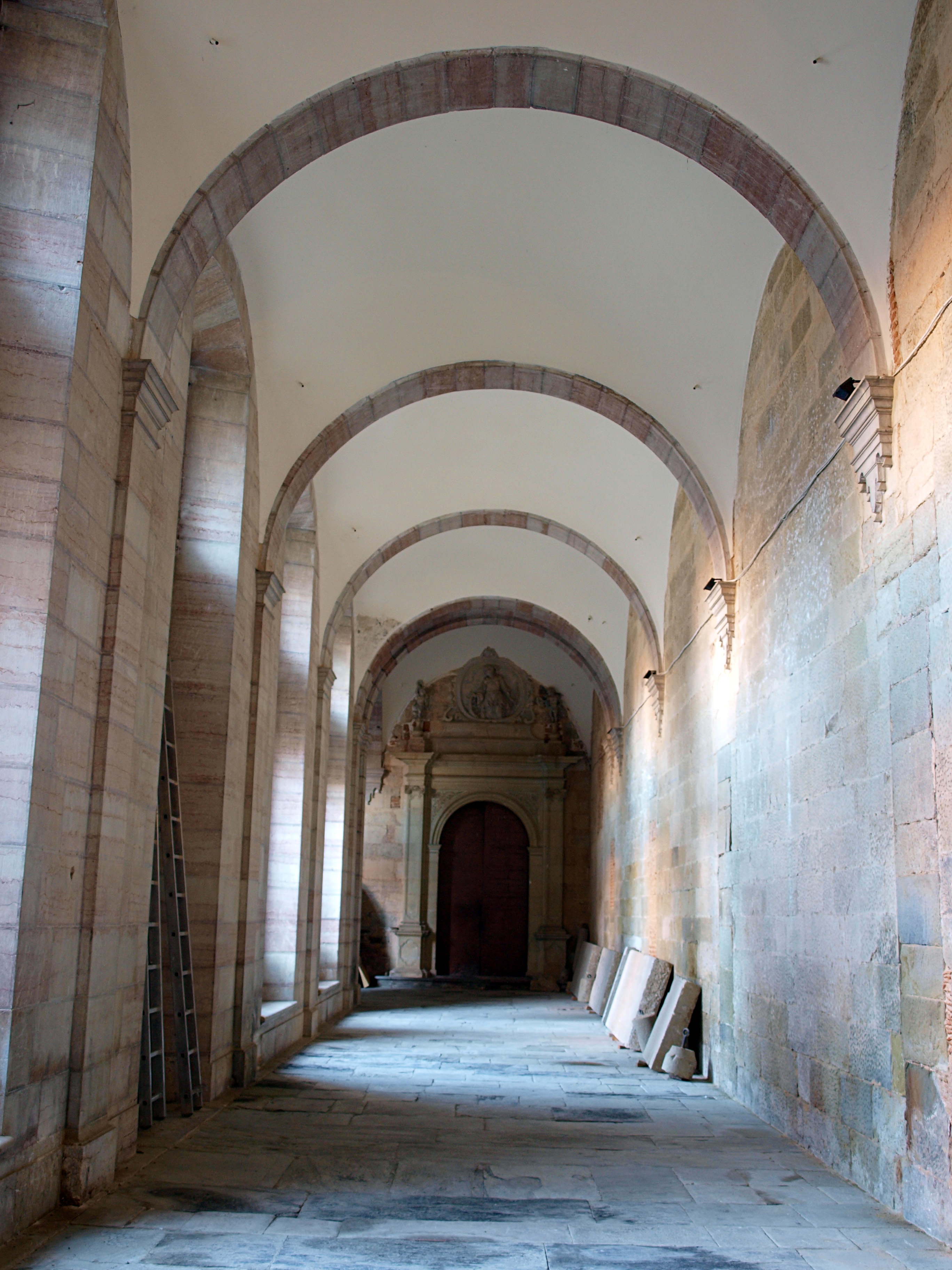
Une aile du cloître.

## Protection
La cathédrale fait l’objet d’un classement en Espagne au titre de bien d'intérêt culturel depuis le 3 juin 1931.